# Радиофестиваль песни АВС 2016
Радиофестиваль песни АВС 2016 (англ. ABU Radio Song Festival 2016) — является четвертвм выпуском Азиатско-Тихоокеанского радиофестиваля песни, созданного Азиатско-Тихоокеанским вещательным союзом (АВС). Фестиваль пройдёт 26 апреля 2016 года в городе Пекине.

## Участники
На данный момент участие в фестивале подтвердили уже семнадцать стран.
| Страна           | Исполнитель                                              | Песня                         | Перевод |
| ---------------- | -------------------------------------------------------- | ----------------------------- | ------- |
| Вьетнам          | Phan Thi Thu Lan                                         | Good news bring by the bird   |         |
| Индия            | Thokchom Lansana Chanu                                   | Creation                      |         |
| Индонезия        | Novri Batteny                                            | Diantara Kita                 |         |
| Китай            | China Broadcasting Chidren’s Chorus                      | Singing in the Drizzling Rain |         |
| Китай            | Wang Yi, Zhang Yingying, Ren Yanmin, Zhenmin, Hua Shukai | Youth Never Ends              |         |
| Макао            | Josie Ho                                                 | Who am I                      |         |
| Мальдивы         | Bathool Ahmed                                            | Unikan                        |         |
| Мьянма           | Eastern & Phoe Pyae                                      | New Fangled Harmony           |         |
| Непал            | Suman Gurung                                             | Aaja Mero Man Ma              |         |
| Румыния          | Analia Vicotria Selis                                    | Viento Del Sur                |         |
| Республика Корея | Seungjin Han                                             | Little Wings                  |         |
| Сингапур         | Ling Kai                                                 | Year, Month, Day              |         |
| Таиланд          | Nawapol Roadsomjit (Ome)                                 | Take on this world            |         |
| Туркменистан     | Atajan Berdiyev                                          | Folk Song                     |         |